# Джон Ленсинг
Ленсинг Джон (нар. 30 січня 1754, Олбані — пом. 12 грудня 1829, Нью-Йорк) — американський політик.
Народився в Олбані, штат Нью-Йорк, у родині, що осіла в Америці у 1600-і роки.
Адвокатував у Нью-Йорку, обирався до конгресу штату і до Континентального конгресу. У липні залишив Філадельфійський конвент разом з іншим делегатом від Нью-Йорку, бо опирався створенню цілковито нового уряду. Вважав, що треба просто внести поправки до Статей конфедерації. Агітував проти ратифікації Конституції у Нью-Йорку. Після конвенту чимало років обіймав різні урядові посади у штаті Нью-Йорк.